# Septuor de grand matin
Septuor de grand matin (Eigenschreibweise Le Septuor de Grand Matin, auf Deutsch: „Septett der frühen Morgenstunde“) ist ein Jazzalbum von Peter Ehwald. Die 2018 in der Zentri.Fuge Berlin entstandenen Aufnahmen erschienen am 28. Januar 2019 auf Jazzwerkstatt Records.

## Hintergrund
Die Musik für Le Septuor de Grand Matin schrieb der Saxophonist und Komponist Peter Ehwald im blauen Licht früher Morgenstunden, notierte Arthur Lea in den Liner Notes. Die Komposition sei das Ergebnis „wacher Konzentration und der friedlichen Ruhe vor dem Sturm der alltäglichen Verpflichtungen“. Zuvor beschäftigte sich Peter Ehwald intensiv mit methodischen Kompositionsprozessen, woraus schließlich die neun Stücke für „Le Septuor de Grand Matin“ entstanden. Oszillierend zwischen dem Blau in „the Wee Hours of the Morning“ des Jazz und dem Schönberg’schen Kompositionsprinzip der Variation, sollen die Hörer in einen „traumhaften Zustand klarer Gelassenheit versetzt werden“.
In Peter Ehwalds Komposition finden sich musikalische Strukturen europäischer Musik des frühen 20. Jahrhunderts sowie Anklänge der Freiheit und Experimentierfreudigkeit des Jazz der 1970er Jahre wieder. Für die ungewöhnliche Besetzung von Le Septuor de Grand Matin (zu dt. etwa „Septett der frühen Morgenstunde“) hat er Musiker gewonnen, die es vermögen, kompositorische Vorgaben zu rhythmischer Kammermusik zu verweben. Zu „Le Septuor de Grand Matin“ erschien ein fünfminütiger Musikfilm von Ilya Barrett als eigenständige Publikation.
Peter Ehwald nahm das Album mit Almut Kühne, Richard Koch, John Schröder, Stefan Schultze, Kathrin Pechlof und Matthias Akeo Nowak auf.

## Titelliste
- Peter Ehwald: Septuor de grand matin (Jazzwerkstatt Records JW193)

1. Part V 6:48
2. Part I 4:14
3. Part III 6:47
4. Klassentreffen 3:38
5. Part IV 6:06
6. Part II 5:12
7. Part VI 9:02
8. The No Tellah! 5:44
9. Reprise 5:31

Die Kompositionen stammen von Peter Ehwald.

## Rezeption
Ian Mann schrieb in The Jazz Mann, die Veröffentlichung „Septuor de Grand Matin“ lege den Schwerpunkt auf den Komponisten Ehwald. Es sei ein halbkonzeptionelles Werk, das aus neun Stücken besteht, und dafür habe der Saxophonist eine grandiose Besetzung an Musikern zusammengestellt. Ehwalds kompositorischen Vorgaben zu einer erhaben rhythmischen Kammermusik seien „zeitgemäß und doch von zeitloser Schönheit“. Beeindruckend sei die Art und Weise, wie Ehwald die unterschiedlichen Elemente zu einem überzeugenden Ganzen zusammengefügt habe. Der Gesamtklang des Ensembles sei brillant erkennbar, voller entzückender kleiner Details in einem überzeugenden Gesamtrahmen.

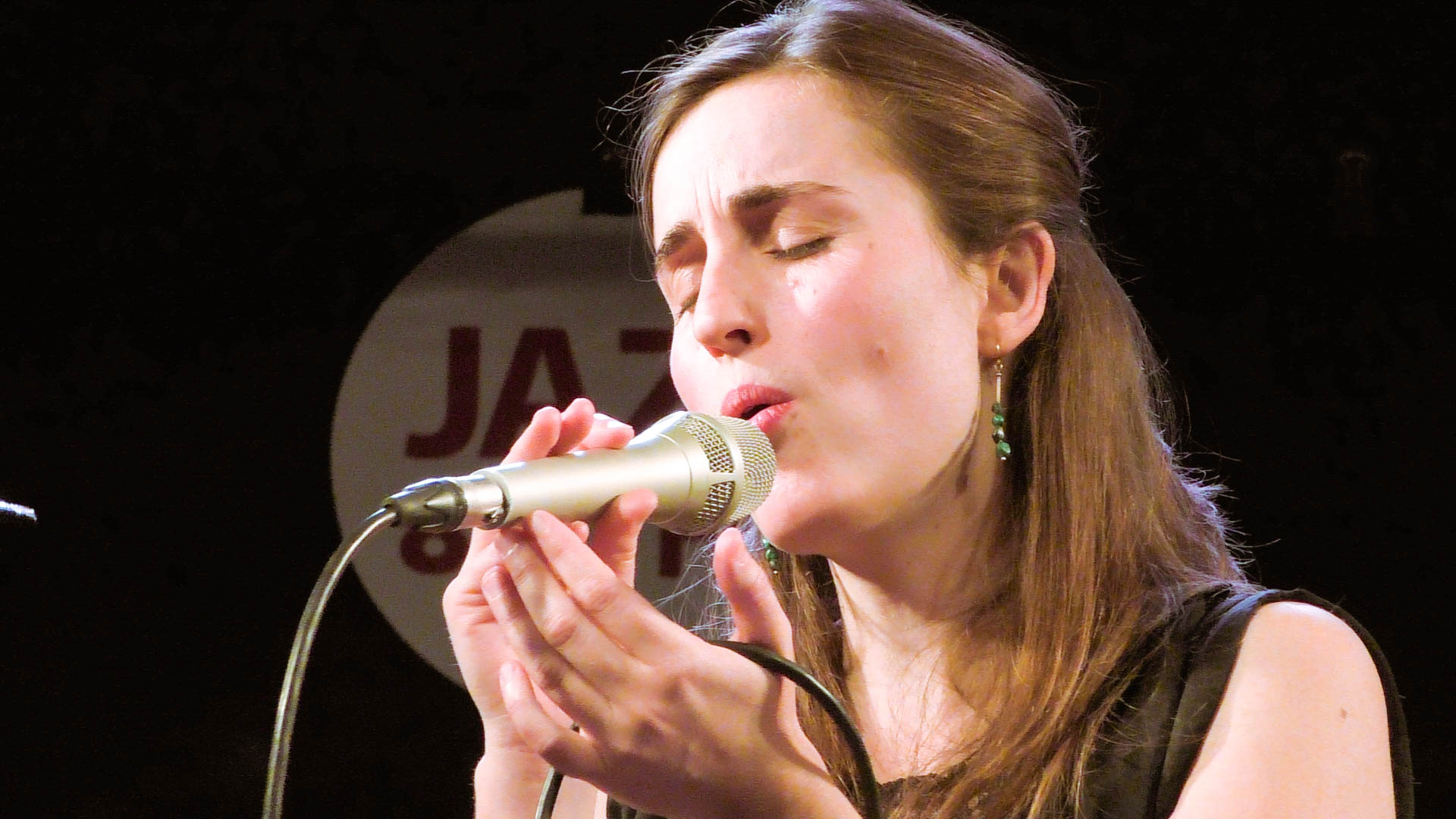
Almut Kühne (2017) bei einem Konzert im Rahmen des Gemeinschaftsprojekts des Festivals „Jazz im Herbst“ des Goethe-Instituts und des Leo Records Festivals in Moskau

Nach Ansicht von Martin Laurentius, der das Album in Jazz thing rezensierte, stelle Ehwald mit diesem Album das Klischee vom Jazz als der Musik der „blauen Stunde“ mit dem gleichnamigen Septett auf den Kopf. Kompositorisch greife er auf die Neutöner der klassischen Moderne zurück, als vor 100 Jahren Schönberg und andere Komponisten einer angeblich atonalen Musik Struktur und Form gaben, und verknüpfe dies mit der gestalterischen Freiheit des Jazz der 1960er- und 70er-Jahre. Harfe und Flügel würde Ehwalds Klangtrauben auffächern und die Harmonik über die tonale Grenze hinausführen. Almut Kühnes Gesangsstimme webe Störgeräusche in die oftmals leise tönenden Texturen, während Kontrabass und Schlagzeug am rhythmischen Fundament rütteln. Ehwalds eloquent phrasierte, stets auch emotional schattierte Girlanden am Tenorsaxophon würden geradezu den improvisatorischen Flow drumherum konterkarieren. Im Ergebnis sei dies „erfrischend kammermusikalischer Avantgarde-Jazz.“